# 若阿金·克鲁斯
若阿金·卡瓦略·克鲁斯（葡萄牙語：Joaquim Carvalho Cruz，1963年3月12日—），巴西男子中跑运动员。他曾获得1984年夏季奥运会田径比赛男子800米金牌。他也曾在1987年泛美运动会和1995年泛美运动会上获得男子1500米冠军。